# Magyar Írómesterek – Petőfi Társaság Jubiláris Könyvei
A Magyar Írómesterek – Petőfi Társaság Jubiláris Könyvei egy magyar nyelvű szépirodalmi könyvsorozat az 1920-as évekből. A Singer és Wolfner Irodalmi Intézet Rt. gondozásában Budapesten megjelent kötetek többek közt a következők voltak:
- Bársony István: Délibáb
- Csathó Kálmán: Miért nem ment hozzá nagymama nagyapához
- Farkas Pál: Elbeszélések
- Herczeg Ferenc: A Lánszky-motor
- Herczeg Ferenc: A költő és a halál
- Lampérth Géza: Mégis Mátyás
- Sas Ede: A megujrázott élet
- Lázár István: A Nilus rózsája	248
- Lőrinczy György: A boldogság császárja
- Falu Tamás: Nyolcvanas évek
- Pekár Gyula: Az ezüsthomloku vándor
- Petőfi Társaság Tagjai: Elbeszélések
- Petőfi Társaság Tagjai: Költemények
- Petőfi Társaság Tagjai: Tanulmányok
- Surányi Miklós: Noé bárkája